# One Morning Left
One Morning Left fue una banda finesa de metalcore fundada en 2008 por el vocalista Mika Lahti. La banda tiene gran popularidad en Finlandia y también ha viajado Alemania y Rusia. Se han publicado dos álbumes, además de un EP.
Su álbum debut, "The Bree-Teenz", fue lanzado el 24 de agosto de 2011 por Spinefarm Records. Su segundo álbum, "Our Sceneration", quedó grabado durante el verano del 2012, pero publicado el 22 de febrero de 2013.
La interrupción de la grabación de su segundo álbum, el tecladista Veli-Matti Kananen fue apuñalado. El crimen ocurrió en junio de 2012 en Lapinlahti. Veli-Matti fue trasladado a un hospital académico de Kuopio y ha denunciado las lesiones.
El 26 de mayo de 2013, informó la banda en su página oficial de Facebook que el bajista Tuomas Teittinen ha dejado la banda. Las razones para dejar la banda dice que la falta de motivación.
En la primavera de 2014 el baterista y vocalista melódico Tomi Takamaa anunció que había dejado la banda. Poco después de que la banda podría anunciar que su nuevo batería es Niko Hyttinen, que ha tocado antes en bandas como Cold Cold Ground y Snow White's Poison Bite. También anunciaron que el canto melódico y segundo guitarrista serían interpretados por Leevi Luotuo (exmiembro de ARF).
One Morning Left estaría trabajando para un nuevo material para su futuro tercer álbum de estudio.
El 16 de diciembre de 2015, la banda anunció que se habían retirado de  Spinefarm y firmado con el sello Imminence Records para el territorio de América del Norte y Oceanía. También anunció el lanzamiento de su tercer álbum, "Metalcore Superstars", para el 22 enero de 2016.
Al inicio de 2025, se confirmo que la banda estaría en el Uuden Musiikin Kilpailu de 2025 con la canción "Puppy". Pero el 22 de enero del 2025 se anunció que fueron descalificados por violación de contrato, el mismo día la banda saco un comunicado anunciando que se iban a separar por las acusaciones de grooming (Delito sexual contra menores) en contra del vocalista Mika Lahti 

## Miembros

### Miembros actuales
- Mika Lahti – voz líder
- Ari Levola – guitarra
- Niko Hyttinen – batería
- Leevi Luoto – guitarra y voz melódica
- Veli-Matti Kananen – teclado y bajo

### Antiguos miembros
- Tomi Takamaa – batería y voz melódica
- Tuomas Teittinen – bajo
- Roni Harju – guitarra y voz melódica
- Oula Maaranen – guitarra
- Teemu Rautiainen – bajo
- Valtteri Numminen – batería
- Touko Keippilä – teclado
- Liam Mccourt – guitarra líder

## Discografía

### Álbumes de estudio
- 2011 – The Bree-Teenz
- 2013 – Our Sceneration
- 2016 – Metalcore Superstars
- 2021 – Hyperactive

### EP
- 2008 – Panda Loves Penguin
- 2009 – Panda Loves Penguin Vol. 2